# Lovers Are Lonely
Lovers Are Lonely är den svenske indierockartisten Timo Räisänens debutalbum, utgivet 2005 på Razzia Records.
Skivan föregicks av singeln Lovers Are Lonely (2004). Senare släppes också Pussycat (2005) och Don't Let the Devil Ruin It All (2005). Alla singlarna tog sig in på den svenska singellistan.

## Låtlista
1. "Carry Me Home" - 3:58
2. "Lovers Are Lonely" - 3:47
3. "Halo" - 4:00
4. "Ringside Corner" - 3:58
5. "With a Mask On" - 4:06
6. "Pussycat" - 6:48
7. "The Drug of My Choice" - 3:13
8. "Champagne & Cigars" - 3:46
9. "Goodbye Sad Songs" - 2:58
10. "Don't Let the Devil Ruin It All" - 3:35
11. "Goodnight Wendy" - 3:58

## Medverkande
- Finn Björnulfsson - pandeiro
- Patrik Herrström - trummor
- Hans Olsson - arrangemang, inspelning, mixning, mastering
- Timo Räisänen - arrangemang, producent
- Peter Wiberg - banjo, munspel
- Stefan Zschernitz - foto

## Mottagande
Lovers Are Lonely snittar på 2,6/5 på Kritiker.se, baserat på tre recensioner. Expressen gav betyget 3/5, Helsingborgs Dagblad 1/5 och Svenska Dagbladet 4/6.

## Listplaceringar
| Lista (2005) | Topplacering |
| ------------ | ------------ |
| Sverige      | 22           |

### Fotnoter
1. ↑  ”Lovers Are Lonely”. http://www.discogs.com/Timo-R%C3%A4is%C3%A4nen-Lovers-Are-Lonely/release/1103221. Läst 17 juni 2012.
2. 1 2  Listplacering
3. ↑  ”Lovers Are Lonely”. Kritiker.se. http://kritiker.se/skivor/timo-raisanen/lovers-are-lonely/. Läst 17 juni 2012.